# Judô nos Jogos Olímpicos de Verão de 1972 - Até 93 kg masculino
A competição até 93 kg masculino do judô nos Jogos Olímpicos de Verão de 1972 foi disputada em 1 de setembro no Boxhalle em Munique, na Alemanha Ocidental.

## Calendário
| Data          | Horário | Rodada           |
| ------------- | ------- | ---------------- |
| 1 de setembro | 10h     | Classificatórias |
| 1 de setembro | 15h30   | Fase final       |

## Medalhistas
O soviético Shota Chochishvili sagrou-se campeão olímpico depois de ganhar a final frente a David Starbrook, da Grã-Bretanha. Nas disputas pelo bronze as vitórias foram de Paul Barth (Alemanha Ocidental) e Chiaki Ishii (Brasil).
| Ouro   | URS Shota Chochishvili          |
| Prata  | GBR David Starbrook             |
| Bronze | FRG Paul Barth BRA Chiaki Ishii |

## Resultados
Os resultados das competições foram estes:

### Finais
|  | Semifinal              | Semifinal           |                  |  | Final                  | Final |  |
|  |                        |                     |                  |  |                        |       |  |
|  |                        |                     |                  |  |                        |       |  |
|  | URS Shota Chochishvili | 1:05                |                  |  |                        |       |  |
|  | FRG Paul Barth         | Medalha de bronze   |                  |  |                        |       |  |
|  |                        |                     |                  |  |                        |       |  |
|  |                        |                     |                  |  |                        |       |  |
|  |                        |                     |                  |  | URS Shota Chochishvili | 10:00 |  |
|  |                        | GBR David Starbrook | Medalha de prata |  |                        |       |  |
|  |                        |                     |                  |  |                        |       |  |
|  |                        |                     |                  |  |                        |       |  |
|  |                        |                     |                  |  |                        |       |  |
|  |                        |                     |                  |  |                        |       |  |
|  | GBR David Starbrook    | 5:00                |                  |  |                        |       |  |
|  | BRA Chiaki Ishii       | Medalha de bronze   |                  |  |                        |       |  |

### Repescagem
|  | Repescagem           | Repescagem           | Repescagem |  |  | Repescagem semifinal   | Repescagem semifinal   | Repescagem semifinal |   |                        | Repescagem final       | Repescagem final | Repescagem final |
|  |                      |                      |            |  |  |                        |                        |                      |   |                        |                        |                  |                  |
|  | FRA Pierre Albertini | FRA Pierre Albertini | 6:00       |  |  |                        |                        |                      |   |                        |                        |                  |                  |
|  | SUI Frédéric Kyburz  | SUI Frédéric Kyburz  | E          |  |  | URS Shota Chochishvili | URS Shota Chochishvili | 1:37                 |   |                        |                        |                  |                  |
|  |                      |                      |            |  |  | FRA Pierre Albertini   | FRA Pierre Albertini   | E                    |   |                        |                        |                  |                  |
|  |                      |                      |            |  |  |                        |                        |                      |   | URS Shota Chochishvili | URS Shota Chochishvili | 2:36             |                  |
|  |                      |                      |            |  |  |                        | USA James Wooley       | USA James Wooley     | E |                        |                        |                  |                  |
|  |                      |                      |            |  |  |                        |                        |                      |   |                        |                        |                  |                  |
|  |                      |                      |            |  |  |                        |                        |                      |   |                        |                        |                  |                  |
|  |                      |                      |            |  |  |                        |                        |                      |   |                        |                        |                  |                  |
|  |                      |                      |            |  |  |                        |                        |                      |   |                        |                        |                  |                  |
|  |                      |                      |            |  |  |                        |                        |                      |   |                        |                        |                  |                  |

|  | Repescagem            | Repescagem            | Repescagem |  |  | Repescagem semifinal | Repescagem semifinal | Repescagem semifinal |      |                     | Repescagem final    | Repescagem final | Repescagem final |
|  |                       |                       |            |  |  |                      |                      |                      |      |                     |                     |                  |                  |
|  | GDR Helmut Howiller   | GDR Helmut Howiller   | 6:00       |  |  |                      |                      |                      |      |                     |                     |                  |                  |
|  | POL Włodzimierz Lewin | POL Włodzimierz Lewin | E          |  |  | GDR Helmut Howiller  | GDR Helmut Howiller  | 6:00                 |      |                     |                     |                  |                  |
|  |                       |                       |            |  |  | CAN Terry Farnsworth | CAN Terry Farnsworth | E                    |      |                     |                     |                  |                  |
|  |                       |                       |            |  |  |                      |                      |                      |      | GDR Helmut Howiller | GDR Helmut Howiller | E                |                  |
|  |                       |                       |            |  |  |                      | BRA Chiaki Ishii     | BRA Chiaki Ishii     | 0:57 |                     |                     |                  |                  |
|  |                       |                       |            |  |  |                      |                      |                      |      |                     |                     |                  |                  |
|  |                       |                       |            |  |  |                      |                      |                      |      |                     |                     |                  |                  |
|  |                       |                       |            |  |  |                      |                      |                      |      |                     |                     |                  |                  |
|  |                       |                       |            |  |  |                      |                      |                      |      |                     |                     |                  |                  |
|  |                       |                       |            |  |  |                      |                      |                      |      |                     |                     |                  |                  |

### Classificatórias

#### Seção A
|  | Primeira fase           | Primeira fase           | Primeira fase |  |  | Segunda fase           | Segunda fase           | Segunda fase        |      |                        | Oitavas de final       | Oitavas de final    | Oitavas de final |  |  | Quartas de final | Quartas de final | Quartas de final |
|  |                         |                         |               |  |  |                        |                        |                     |      |                        |                        |                     |                  |  |  |                  |                  |                  |
|  | PRK Du Yong Cha         | PRK Du Yong Cha         | E DNS         |  |  |                        |                        |                     |      |                        |                        |                     |                  |  |  |                  |                  |                  |
|  | URS Shota Chochishvili  | URS Shota Chochishvili  | 0:00          |  |  | URS Shota Chochishvili | URS Shota Chochishvili | 5:10                |      |                        |                        |                     |                  |  |  |                  |                  |                  |
|  | JPN Fumio Sasahara      | JPN Fumio Sasahara      | 0:27          |  |  | JPN Fumio Sasahara     | JPN Fumio Sasahara     | E                   |      |                        |                        |                     |                  |  |  |                  |                  |                  |
|  | AUS Barry Johnson       | AUS Barry Johnson       | E             |  |  |                        |                        |                     |      | URS Shota Chochishvili | URS Shota Chochishvili | R                   |                  |  |  |                  |                  |                  |
|  | FRA Pierre Albertini    | FRA Pierre Albertini    | 2:29          |  |  |                        | GBR David Starbrook    | GBR David Starbrook | 6:00 |                        |                        |                     |                  |  |  |                  |                  |                  |
|  | LIE Hans-Jakob Schädler | LIE Hans-Jakob Schädler | E             |  |  | FRA Pierre Albertini   | FRA Pierre Albertini   | R                   |      |                        |                        |                     |                  |  |  |                  |                  |                  |
|  | GBR David Starbrook     | GBR David Starbrook     | 0:24          |  |  | GBR David Starbrook    | GBR David Starbrook    | 6:00                |      |                        |                        |                     |                  |  |  |                  |                  |                  |
|  | SUI Frédéric Kyburz     | SUI Frédéric Kyburz     | R             |  |  |                        |                        |                     |      |                        | GBR David Starbrook    | GBR David Starbrook | 4:33             |  |  |                  |                  |                  |
|  | USA James Wooley        | USA James Wooley        | 1:57          |  |  |                        | USA James Wooley       | USA James Wooley    | R    |                        |                        |                     |                  |  |  |                  |                  |                  |
|  | PUR Juan Marin          | PUR Juan Marin          | E             |  |  | USA James Wooley       | USA James Wooley       | 1:27                |      |                        |                        |                     |                  |  |  |                  |                  |                  |
|  | MLI Hamadi Camara       | MLI Hamadi Camara       | E             |  |  | KOR Kim Euy-Tae        | KOR Kim Euy-Tae        | E                   |      |                        |                        |                     |                  |  |  |                  |                  |                  |
|  | KOR Kim Euy-Tae         | KOR Kim Euy-Tae         | 0:22          |  |  |                        |                        |                     |      | USA James Wooley       | USA James Wooley       | 6:00                |                  |  |  |                  |                  |                  |
|  | LIB Antoine Chidiac     | LIB Antoine Chidiac     | E             |  |  |                        | NED Jan Bosman         | NED Jan Bosman      | E    |                        |                        |                     |                  |  |  |                  |                  |                  |
|  | NED Jan Bosman          | NED Jan Bosman          | 1:00          |  |  | NED Jan Bosman         | NED Jan Bosman         | 0:30                |      |                        |                        |                     |                  |  |  |                  |                  |                  |
|  | PHI Fernando García     | PHI Fernando García     | 0:00          |  |  | PHI Fernando García    | PHI Fernando García    | E                   |      |                        |                        |                     |                  |  |  |                  |                  |                  |
|  | BYE                     |                         |               |  |  |                        |                        |                     |      |                        |                        |                     |                  |  |  |                  |                  |                  |

#### Seção B
|  | Primeira fase                  | Primeira fase                  | Primeira fase |  |  | Segunda fase          | Segunda fase          | Segunda fase         |   |                  | Oitavas de final | Oitavas de final | Oitavas de final |  |  | Quartas de final | Quartas de final | Quartas de final |
|  |                                |                                |               |  |  |                       |                       |                      |   |                  |                  |                  |                  |  |  |                  |                  |                  |
|  | FRG Paul Barth                 | FRG Paul Barth                 | 6:00          |  |  |                       |                       |                      |   |                  |                  |                  |                  |  |  |                  |                  |                  |
|  | GDR Helmut Howiller            | GDR Helmut Howiller            | R             |  |  | FRG Paul Barth        | FRG Paul Barth        | 6:00                 |   |                  |                  |                  |                  |  |  |                  |                  |                  |
|  | POL Włodzimierz Lewin          | POL Włodzimierz Lewin          | 6:00          |  |  | POL Włodzimierz Lewin | POL Włodzimierz Lewin | R                    |   |                  |                  |                  |                  |  |  |                  |                  |                  |
|  | IRL Patrick Murphy             | IRL Patrick Murphy             | E             |  |  |                       |                       |                      |   | FRG Paul Barth   | FRG Paul Barth   | 6:00             |                  |  |  |                  |                  |                  |
|  | CUB José Ibañez                | CUB José Ibañez                | 6:00          |  |  |                       | CAN Terry Farnsworth  | CAN Terry Farnsworth | R |                  |                  |                  |                  |  |  |                  |                  |                  |
|  | MGL Luvsansharavyn Rentsendorj | MGL Luvsansharavyn Rentsendorj | E             |  |  | CUB José Ibañez       | CUB José Ibañez       | E                    |   |                  |                  |                  |                  |  |  |                  |                  |                  |
|  | CAN Terry Farnsworth           | CAN Terry Farnsworth           | 6:00          |  |  | CAN Terry Farnsworth  | CAN Terry Farnsworth  | 0:37                 |   |                  |                  |                  |                  |  |  |                  |                  |                  |
|  | HUN Imre Varga                 | HUN Imre Varga                 | E             |  |  |                       |                       |                      |   |                  | FRG Paul Barth   | FRG Paul Barth   | 6:00             |  |  |                  |                  |                  |
|  | MEX Epigmenio Exiga            | MEX Epigmenio Exiga            | E             |  |  |                       | BRA Chiaki Ishii      | BRA Chiaki Ishii     | R |                  |                  |                  |                  |  |  |                  |                  |                  |
|  | ROC Juang Jen-wuh              | ROC Juang Jen-wuh              | 5:00          |  |  | ROC Juang Jen-Wuh     | ROC Juang Jen-Wuh     | E                    |   |                  |                  |                  |                  |  |  |                  |                  |                  |
|  | SEN Mohamed Dione              | SEN Mohamed Dione              | E             |  |  | BRA Chiaki Ishii      | BRA Chiaki Ishii      | 0:38                 |   |                  |                  |                  |                  |  |  |                  |                  |                  |
|  | BRA Chiaki Ishii               | BRA Chiaki Ishii               | 0:16          |  |  |                       |                       |                      |   | BRA Chiaki Ishii | BRA Chiaki Ishii | 6:00             |                  |  |  |                  |                  |                  |
|  | CRC Roberto Solónzano          | CRC Roberto Solónzano          | E             |  |  |                       | YUG Pavle Bajčetić    | YUG Pavle Bajčetić   | E |                  |                  |                  |                  |  |  |                  |                  |                  |
|  | AUT Eduard Aellig              | AUT Eduard Aellig              | 0:19          |  |  | AUT Eduard Aellig     | AUT Eduard Aellig     | E                    |   |                  |                  |                  |                  |  |  |                  |                  |                  |
|  | YUG Pavle Bajčetić             | YUG Pavle Bajčetić             | 0:00          |  |  | YUG Pavle Bajčetić    | YUG Pavle Bajčetić    | 6:00                 |   |                  |                  |                  |                  |  |  |                  |                  |                  |
|  | BYE                            |                                |               |  |  |                       |                       |                      |   |                  |                  |                  |                  |  |  |                  |                  |                  |